# Anulidiplosis tricilis
Anulidiplosis tricilis är en tvåvingeart som beskrevs av Fedotova 2004. Anulidiplosis tricilis ingår i släktet Anulidiplosis och familjen gallmyggor. Inga underarter finns listade i Catalogue of Life.